# Bryggebladet
Bryggebladet er en gratis lokalavis, som husstandsomdeles på hele Islands Brygge og primært har indhold med relevans for bydelen. Avisen udkommer som udgangspunkt hver anden onsdag i forårs- og efterårssæsonen (20-21 gange årligt) og udgives med et oplag på ca. 9.700 (pr. januar 2018), som forventes at stige yderligere i takt med bydelens udvidelse mod syd langs havnen. Bryggebladet har redaktionslokaler i Beboerhjørnets kælder på Leifsgade 7. Avisen finansieres udelukkende af annonceindtægter.

## Avisens historie
Bryggebladet udkom første gang den 23. marts 1993 og udgives dengang som nu på et frivilligt, non-profit grundlag af personer med bopæl på Islands Brygge. Beboerne havde dengang begrænsede muligheder for at få indblik i en række store begivenheder, som Bryggen dengang var centrum i, samtidig med at det lokale politiske og kulturelle liv ikke blev dækket nok i eksisterende lokale medier. I forbindelse med Klaus Riskær Pedersens ejendomsspekulationer på Islands Brygge i starten af 1990'erne manglede beboerne et talerør, hvilket blev starten på Bryggebladet. Avisen markerede dens 10 års jubilæumsdag i 2003 ved at lancere en elektronisk udgave af avisen på adressen www.bryggebladet.dk, kort tid efter at den fysiske etablering af Danmarks største bredbåndsnetværk, Bryggenet, var overstået.
Avisen har fået øgenavnet Rygtebladet. Avisens skribenter er meget tæt på kvarteret og opsnapper således historier meget tidligt i deres forløb og derfor har visse artikler været baseret på rygter m.m.
Der er igennem tiderne udkommet flere aviser på Bryggen i kortere og længere perioder, bl.a. flere konkurrerende i 1980'erne. De tidligere aviser har primært fungeret som annonce- og meddelelsesaviser for lokale forretningsdrivende, herunder bl.a. Brygge-Bladet og BC-Bryggen og Christianshavn (i starten af 1970'erne).

### Ansvarshavende redaktører
- 1994-2000: Hans Ulrik Riis
- 2001-2008: Anders Godthjælp Nielsen
- 2008-2011: Jean Gauthier
- 2011-2012: Marlena Reimer Pedersen
- 2012-2014: Anne Moritz
- 2014-2016: Hans Buhl
- 2017-2021: Kenneth Dürr og Andreas Kirkeskov
- 2021-nuværende: Andreas Kirkeskov

## Ekstern henvisning
- Bryggebladets officielle hjemmeside